# Pleospora pelvetiae
Pleospora pelvetiae är en svampart som beskrevs av G.K. Sutherl. 1915. Pleospora pelvetiae ingår i släktet Pleospora och familjen Pleosporaceae.   Inga underarter finns listade i Catalogue of Life.